# Caméra de surveillance routière

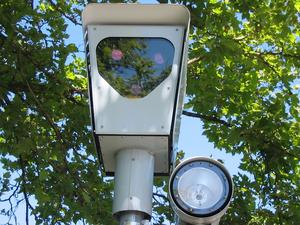
Caméras de carrefour à Beaverton, Oregon, États-Unis

Une caméra de surveillance routière est un système de contrôle vidéo de la circulation routière. Elle peut être de deux types :
- pour détecter une infraction routière ;
- pour détecter un incident ou un accident sur le réseau routier.

## Détections d'infractions
Parmi les dispositifs les plus courants :
- caméras de surveillance en réseau, telles qu'il en existe dans les grandes agglomérations où les images sont centralisées vers un PC comme la préfecture de Police pour Paris. Elles permettent surtout au surveillant de police de vérifier la véracité des alertes radio ou téléphoniques ;
- radars automatiques pour identifier les véhicules circulant au-dessus la vitesse maximale autorisée. La plupart de ces systèmes utilisent le radar pour calculer la vitesse. Le rôle de la caméra est la prise d'image pour identifier le véhicule ;
- caméras de carrefour pour identifier les véhicules franchissant un carrefour alors que le feu est rouge. Ces caméras permettent aussi de mesurer les véhicules en attente d'un passage au carrefour ;
- caméras de couloir de bus pour identifier les véhicules non autorisées circulant sur les voies réservées aux bus (Dans certains pays ou agglomérations, les couloirs de bus peuvent être empruntés par les taxis ou les voitures avec plusieurs personnes à bord). Ces caméras peuvent être fixes ou embarqués dans les bus, le chauffeur la déclenchant quand il constate une infraction ;
- caméras de péage routiers pour identifier les véhicules passant au travers d'un péage sans payer ;
- caméras de franchissement de passages à niveau ;

Dès le milieu des années 2000, la Grande-Bretagne généralise son système de reconnaissance automatique des plaques d'immatriculation, connu sous le nom d'ANPR (Automatic Number Plaque Recognition). « Grâce à un réseau de caméras capables de lire automatiquement les plaques minéralogiques de tous les véhicules qui passent à leur portée, on projette de créer une énorme banque de données des déplacements motorisés...En plus de rechercher chaque numéro d'immatriculation dans une liste de véhicules volés ou suspects de l'ordinateur national de la police, le centre national de données, situé près de Londres, vérifiera aussi la carte grise, l'assurance et le contrôle technique de chaque véhicule ». Dans le centre de Londres, des caméras aident à identifier les conducteurs qui essayent d'échapper au paiement du péage urbain de cette ville.
Certaines caméras offrent une combinaison de ces différents contrôles.

## Détections d'incidents
Les progrès au cours de cette dernière décennie dans le traitement de l'image ont permis de considérablement automatiser les contrôles d'incident par imagerie vidéo. Auparavant les caméras étaient reliées à un poste de contrôle (PC) chargé de la surveillance d'un réseau routier ou d'une infrastructure (pont, tunnel, etc.) où un opérateur visionnait plusieurs écrans en continu. Désormais, si les images sont toujours renvoyées vers un tel PC, elles sont souvent traitées par des algorithmes de traitement d'images numériques permettant de détecter automatiquement un incident et permettent donc un traitement plus important de sources vidéo par un seul PC de sécurité.
Les principaux incidents détectés par traitement d'images sont :
- un embouteillage ;
- un véhicule arrêté sur la chaussée ;
- un incendie d'un véhicule ;
- un véhicule à contre sens ;
- un objet sur la voie.

## Détections d'incidents ferroviaires
Des caméras à vision nocturne ont également été positionnées — à titre expérimental et aux frais de la SNCF — sur certains passages à niveau ce qui peut aider à comprendre la dynamique d'un accident de passage à niveau lors d'une enquête technique.

#### Photos
- UK pics

#### Favorables aux caméras routières
- National Safety Camera initiative (Royaume-Uni)
- National Campaign to Stop Red Light Running (États-Unis)
- Advocates for Highway and Auto Safety (États-Unis)
- FHWA (États-Unis)
- Insurance Institute for Highway Safety (États-Unis)
- Governors Highway Safety Association (États-Unis)
- American Association of State Highway and Transportation Officials (AASHTO) (États-Unis)
- Speed Cameras: 10 criticisms and why they are flawed [PDF] A joint release from PACTS and the Slower Speeds Initiative

#### Contre les caméras routières
- PePiPoo.Com - Free Information/Forum Discussion with nearly 8,500 members - Helping The Motorist To Get Justice (Royaume-Uni)
- Speed Camera Guide (Royaume-Uni)
- SENSE (Colombie-Britannique)
- National Motorists Association (États-Unis), Info
- Rethinking red-light cameras by Bob Barr, former U.S. Congressman (États-Unis)
- Info about fake tickets in California (États-Unis)
- Safe Speed (Royaume-Uni)

#### Localisation
- PocketGPSWorld.com Speed Camera Database (Royaume-Uni)
- PhotoEnforced.com Red Light Camera Maps (États-Unis)
- POI-Factory.com USA / Canada locations (GPS users)
- Google Maps Mania Mashup
- RoadWatch Speed Camera Locations (Australie et Nouvelle-Zélande)
- Automatic speed radars (France)
- Location of cameras in New York City
- SCDB.info - More than 15,000 safety cameras in the database